# Et døgn med Peter
Et døgn med Peter er en dansk dokumentarfilm fra 1996, der er instrueret af Inge Termansen.

## Handling
Denne artikel mangler et handlingsreferat. Hjælp os med at skrive det.